# Arundinella nodosa
Arundinella nodosa är en gräsart som beskrevs av Bi Sin Sun och Zhi Hao Hu. Arundinella nodosa ingår i släktet Arundinella och familjen gräs. Inga underarter finns listade i Catalogue of Life.